# جيسون سكوتلاند
جيسون سكوتلاند (بالإنجليزية: Jason Scotland)‏ (مواليد 18 فبراير 1979 في مورفانت - ترينيداد وتوباغو) لاعب كرة قدم ترينيدادي يلعب حاليا لصالح نادي الدرجة الممتازة ويجان أتلتيك الإنجليزي منذ 2009 في مركز المهاجم . .

## روابط خارجية
- جيسون سكوتلاند على موقع الاتحاد الدولي (مؤرشف)  (الإنجليزية)
- جيسون سكوتلاند على موقع قاعدة بيانات كرة القدم.إي يو (الإنجليزية)
- جيسون سكوتلاند على موقع ناشيونال فوتبول تيمز (الإنجليزية)
- جيسون سكوتلاند على موقع Soccerbase.com (لاعب) (الإنجليزية)
- جيسون سكوتلاند على موقع Soccerway.com (الإنجليزية)
- جيسون سكوتلاند على موقع عالم كرة القدم.نت (الإنجليزية)
- جيسون سكوتلاند على موقع كووورة